# Блекинге
Блекинге (швед. Blekinge) је једна од шведских покрајина. Има око 150.000 становника.

## Географија
Блекинге се простире на 2.941 km² на југу Шведске. Налази се на обали Балтичког мора и на надморској висини до 177 m. На северу се граничи са Смоландом а на западу са Сканијом.

## Историја
Ова покрајина је вековима била на шведско-данској граници и овде су се одиграле многе битке. Обе зараћене стране су спаљивали градове и села до 1658. године. Од тада Блекинге припада Шведској. У 18. веку Блекинге је најурбанизованији део Шведске где свака четврта особа живи у граду. Међутим, подручје се затим споро развија.

## Градови
- Карлскруна
- Карлсхамн
- Ронеби
- Селвесборг